# Statue d'Érasme
La statue d'Érasme est une sculpture faite en bronze représentant le philosophe, humaniste et théologien Érasme. L'œuvre est moulée et façonnée par Hendrick de Keyser au début du XVIIe siècle, de 1619 à 1621, et finalisée par Jan Cornelisz. Ouderogge (nl) en 1622. La statue est inaugurée le 30 avril 1622. Elle est répertoriée comme étant le plus ancien bronze d'art des Pays-Bas. La statue est actuellement localisée sur la Grotekerkplein (place de Grotekerk), en face de l'église Saint-Laurent, au sein du quartier de Stadsdriehoek, dans l'arrondissement Centre de la ville de Rotterdam.

## Premières versions
La statue en bronze a été précédée par des versions antérieures. À Rotterdam, la première statue d'Érasme est fabriquée en bois et érigée dans l'hypothétique ou présumée maison natale du philosophe, située dans le Wijde Kerksteeg au niveau de l'actuelle Hoogstraat, pour l'arrivée de Philippe II d'Espagne à Rotterdam le 27 septembre 1549,. Cette première statue d'Érasme a tenu un rôle particulier, le philosophe et humaniste étant représenté avec un exemplaire rédigé en latin de l'Éloge de la Folie niché dans sa main. Cette œuvre était alors la première statue non religieuse des Pays-Bas. Après la visite, de Philippe II, la statue en bois a été transférée à proximité du pont de West-Nieuwlandsche.
En 1557, une statue, confectionnée en pierre bleue est érigée au même endroit. Néanmoins, cette seconde statue est ultérieurement retirée en 1572, pour être finalement jetée dans les douves par des troupes de l'armée espagnole sous la direction du comte de Boussu, Maximilien de Hénin-Liétard. Après avoir été sortie des eaux, la sculpture en pierre bleue est une nouvelle fois dressée sur le Grotemarkt. Elle occupe cet emplacement jusqu'en 1621,.

## Historique
Au début du XVIIe siècle, par décret de la municipalité de Rotterdam daté du 18 avril 1616 et sur la recommandation d'Hugo Grotius, alors pensionnaire de la ville, le projet de faire fabriquer une nouvelle statue, est initié. Ce projet est confié au sculpteur Hendrick de Keyser. Le 29 août 1618, Hendrick de Keyser reçoit, du collège des bourgmestres et échevins de Rotterdam, la commande de sculpter une statue en bronze, « copie de la précédente ». Le 20 novembre 1619, le conseil communal effectue l'achat du matériau métallique, dont le poids total s'élève à environ 7 203 livres. À l'époque, les dépenses, notamment en main d'œuvre (8 hommes sont requis pour le transport de la masse métallique), en matériau et en presse de moulage, se montent à une somme d'environ 2 550 florins,.

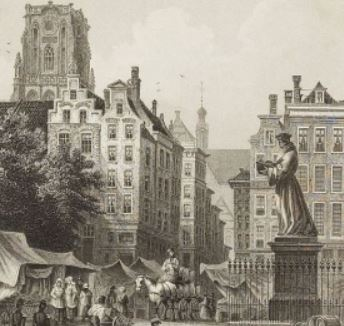
La statue d'Érasme, au XVIIe siècle.

La statue représentant Érasme commence à être moulée et fondue en 1619, par le sculpteur Hendrick de Keyser. À la mort de De Keyser, le 15 mai 1621, la façonnage de la statue est alors repris et terminé par le sculpteur Jan Cornelisz Ouderogge en 1622,,.
À l'origine, l'œuvre est installée à proximité de l'église Saint-Laurent, dans un lieu correspondant à l'actuelle rue de Grotemarkt (nl). À cette époque, cet emplacement est vivement critiqué par les pasteurs calvinistes qui voyaient en Érasme « un libertin et un esprit sceptique »,.
En 1677, un nouveau piédestal est construit. Deux des faces de ce deuxième socle porte une inscription latine. Le texte de la première inscription a été rédigé par l'écrivain Joachim Ouaden et celui de la seconde, formée de distiques élégiaques, par le poète et philologue Nicolas Heinsius. Les deux inscriptions latines sont complétées, sur les deux autres côtés du socle, par deux dédicaces en néerlandais, dont une, celle venant du conseil municipal de l'époque, comporte la probable date de naissance d'Érasme — mais non établie avec certitude —,, le « 28 octobre 1467 ».
En 1810, alors que les troupes napoléoniennes entrent dans la ville de Rotterdam, la statue est touchée par des coups de canon.
En 1867, pour le 400e anniversaire de la naissance d'Érasme, une célébration commémorative est organisée autour de la statue.

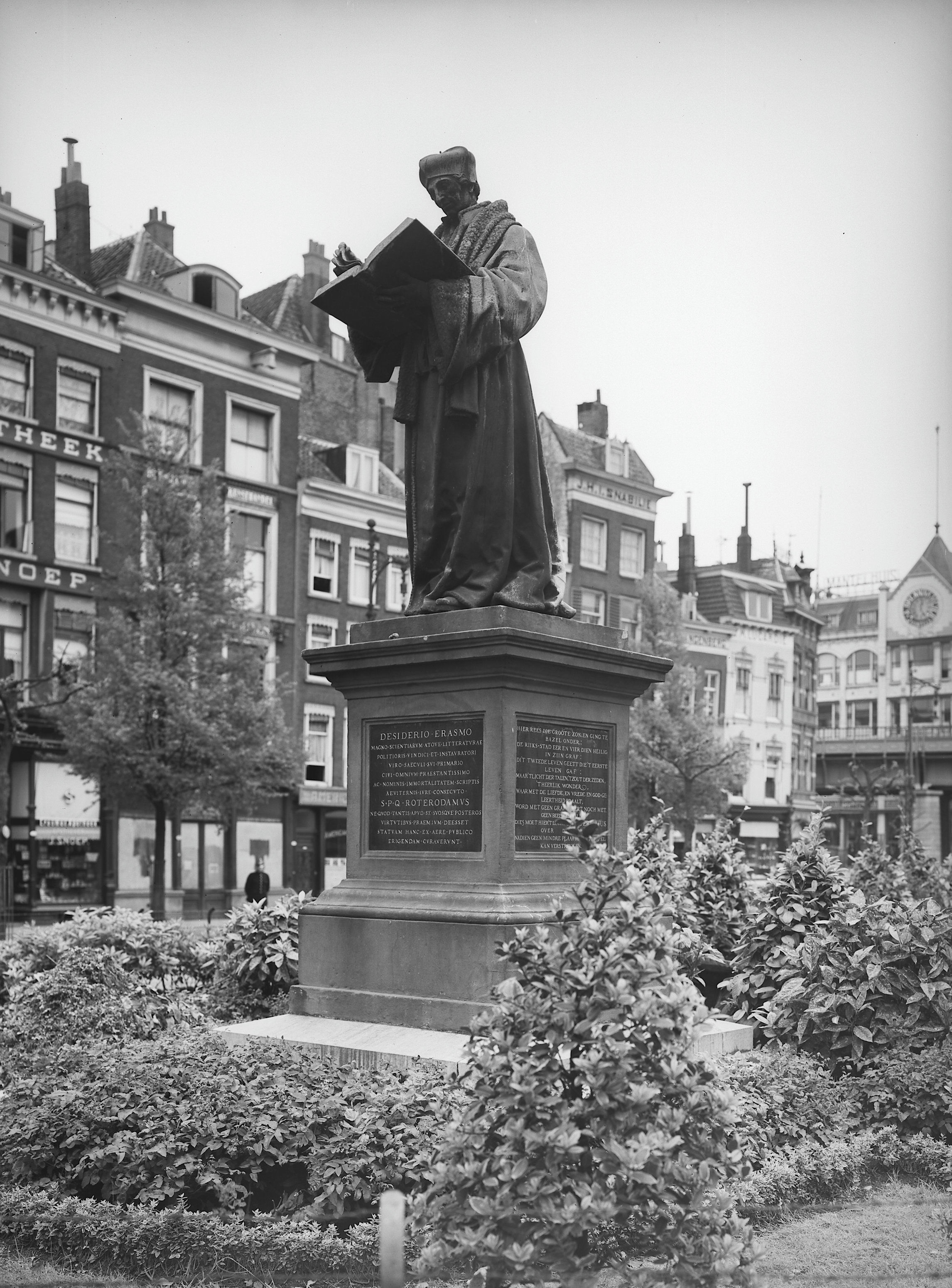
La statue en 1920.

Lors du bombardement de Rotterdam le 14 mai 1940 par la Luftwaffe de l'Allemagne nazie, la statue est préservée. Elle est alors ôtée de son piédestal, puis transférée, grâce au département municipal de la protection de l'art, à proximité du musée Boijmans Van Beuningen. À cet emplacement, la statue est alors incorporée dans un sarcophage maçonné, situé dans la cour du musée. Afin de protéger la statue, le sarcophage est recouvert de dalles de béton et de sacs de sable. Le 29 juillet 1945, après la libération, l'œuvre est déplacée dans l'avenue de Coolsingel.
Dans les années 1960, en raison des travaux de construction de la station de métro de Coolsingel, débutés en 1963, la statue est à nouveau déplacée et pour être définitivement installée sur la place de Grotekerplein, en face de l'église Saint-Laurent.

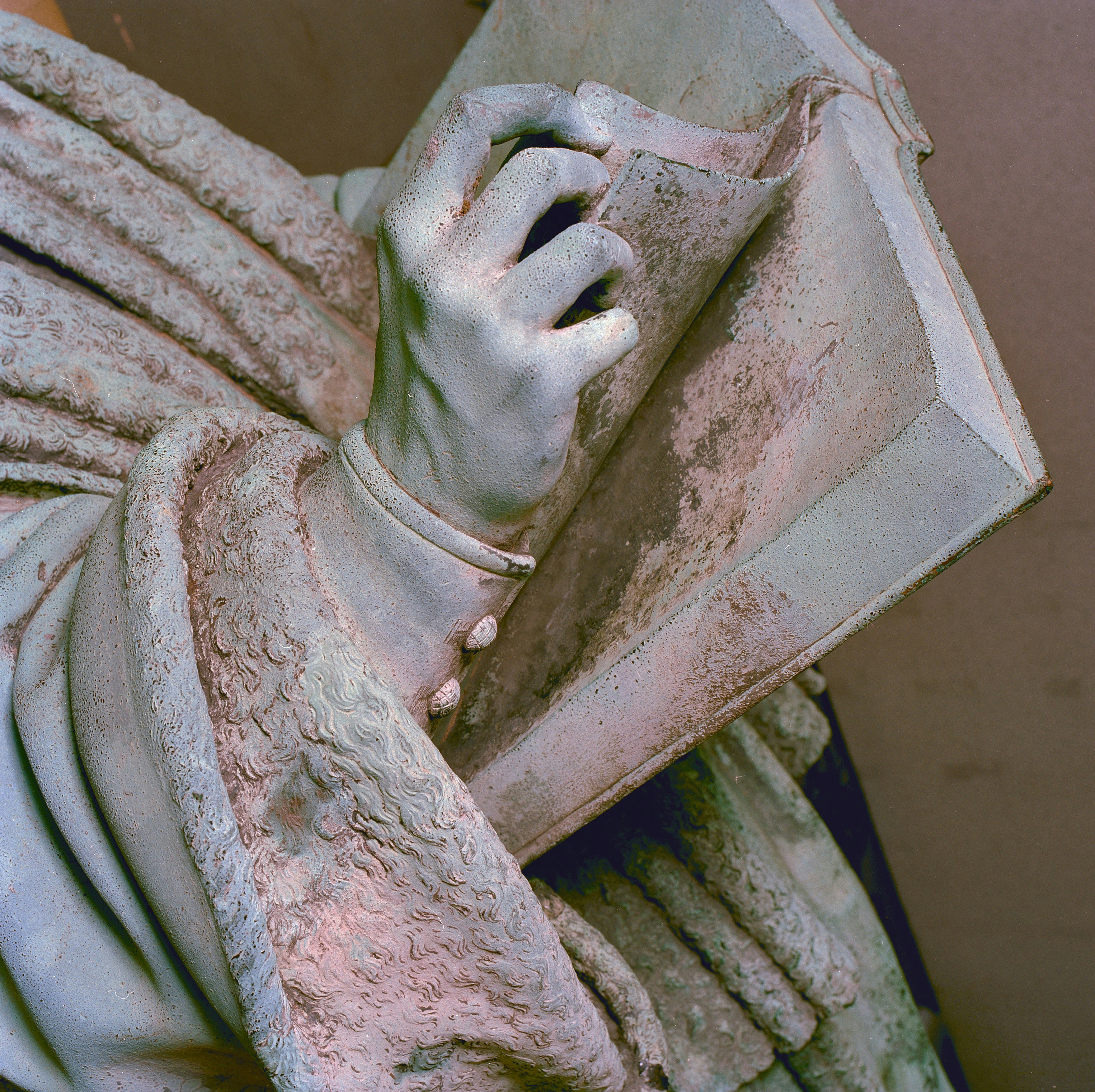
Détail de la statue lors de sa restauration.

La sculpture repose, depuis le 17 décembre 1964, sur une copie du piédestal réalisé en 1677. La même année, d'après une analyse historiographique établie par l'historien R. R. Post dans les années 1950, l'année de naissance du philosophe inscrite sur le socle est changée pour devenir 1469. Ultérieurement, l'année de naissance d'Érasme, faisant généralement consensus autour de celle de 1467, la date inscrite est à nouveau modifiée et redevient 1467. L'ancien piédestal construit en 1677, est, quant à lui, transféré, le 23 février 1965, face au gymnase Erasmiaans (nl).
En date du 11 septembre 1973, la statue d'Erasme fait l'objet d'une inscription au titre de monument national (Rikjsmonument).
La statue est retirée de son socle en novembre 1996, puis fait l'objet d'une restauration en 1997, pour être remontée sur son piédestal en 1998. Pour mener à bien cette opération d'entretien et de réparation, les restaurateurs ont utilisé une technique de scannérisation en 3D,.

## Caractéristiques et description
La statue réalisée par De Keyser pèse  1 554 kg,. Elle mesure une hauteur de 223 cm pour une largeur de 110 et une profondeur de 150.
Dans son ouvrage intitulé Erasmus en Rotterdam, l'historien Nicholaas van der Blom décrit la sculpture de De Keyser représentant le philosophe néerlandais « en savant théologien lisant la Bible ».
Cette œuvre est répertoriée comme étant la plus ancienne statue en bronze des Pays-Bas,,. Par ailleurs, la sculpture réalisée par De Keyser a été l'unique statue des Pays-Bas exposée en plein air pendant plus de deux siècles, l'ensemble des autres sculptures néerlandaises de cette période étant constamment incorporées dans l'enceinte des églises. À ce titre, l'historien néerlandais Johan Huizinga souligne que, durant cette période, la principale caractéristique de cette « seule statue publique des Pays-Bas est qu'elle n'était celle ni d'un guerrier, ni d'un homme d'état, ni d'un poète, mais d'un savant qui avait négligé cette patrie ».

## Statue d'Érasme à Brooklyn
Au début du XXe siècle, en 1929, le sculpteur néerlandais Simon Miedema réalise une copie de la statue de De Keyser, également conçue en bronze, pour le Erasmus Hall High School (en) à Brooklyn, New-York. Cette copie, installée devant la façade de l'établissement américain, est inaugurée le 25 avril 1931,.

## Galerie

Statue d'Érasme
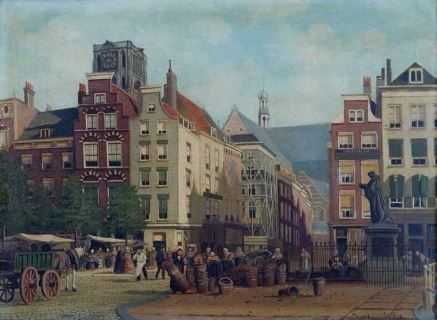
La statue et la Grotemarkt au XIXe siècle (huile de Franciscus Lodewijk van Gulik (1841-1899)).
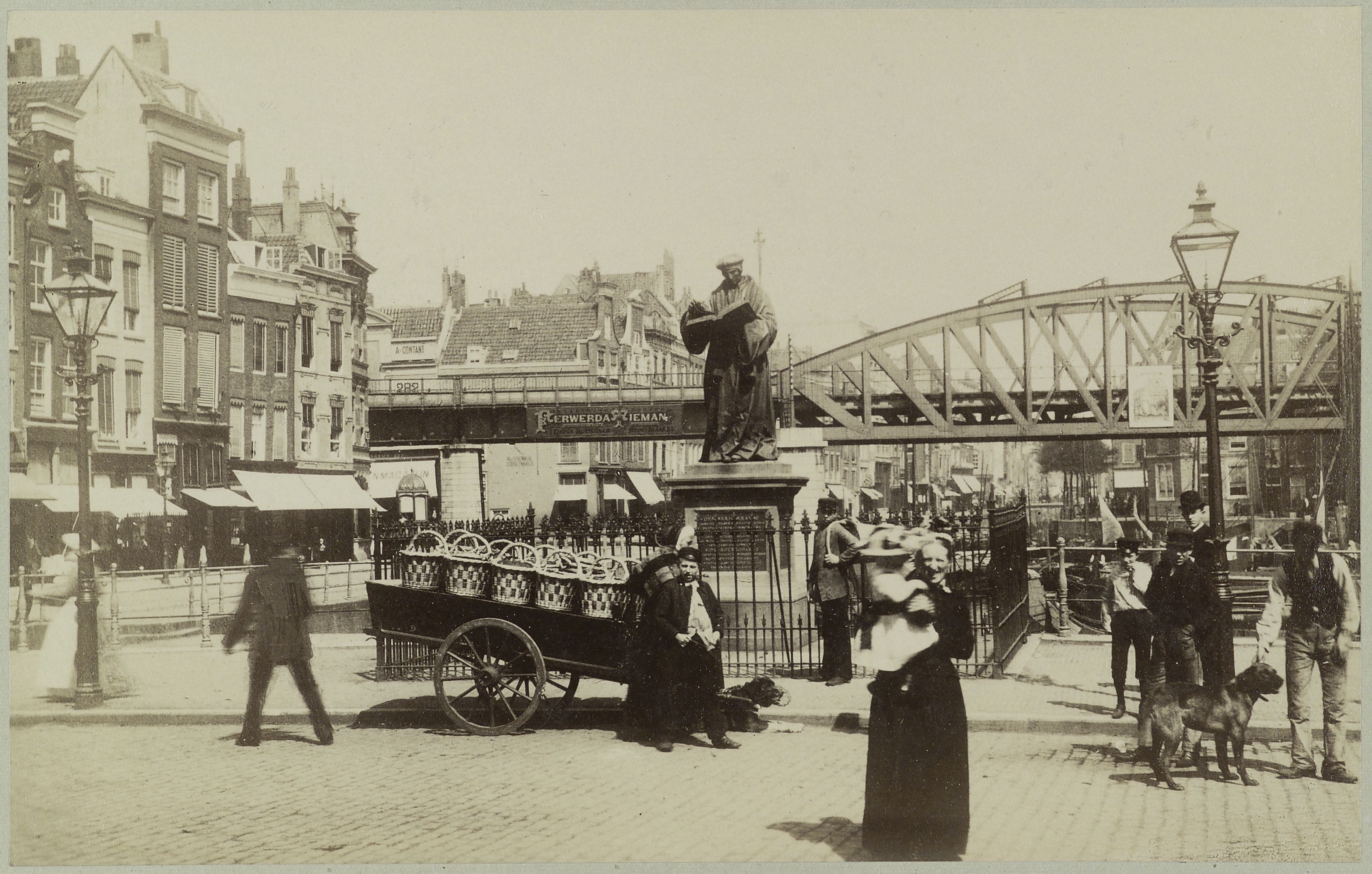
La statue sur le Grotemarkt, au début du XXe siècle.
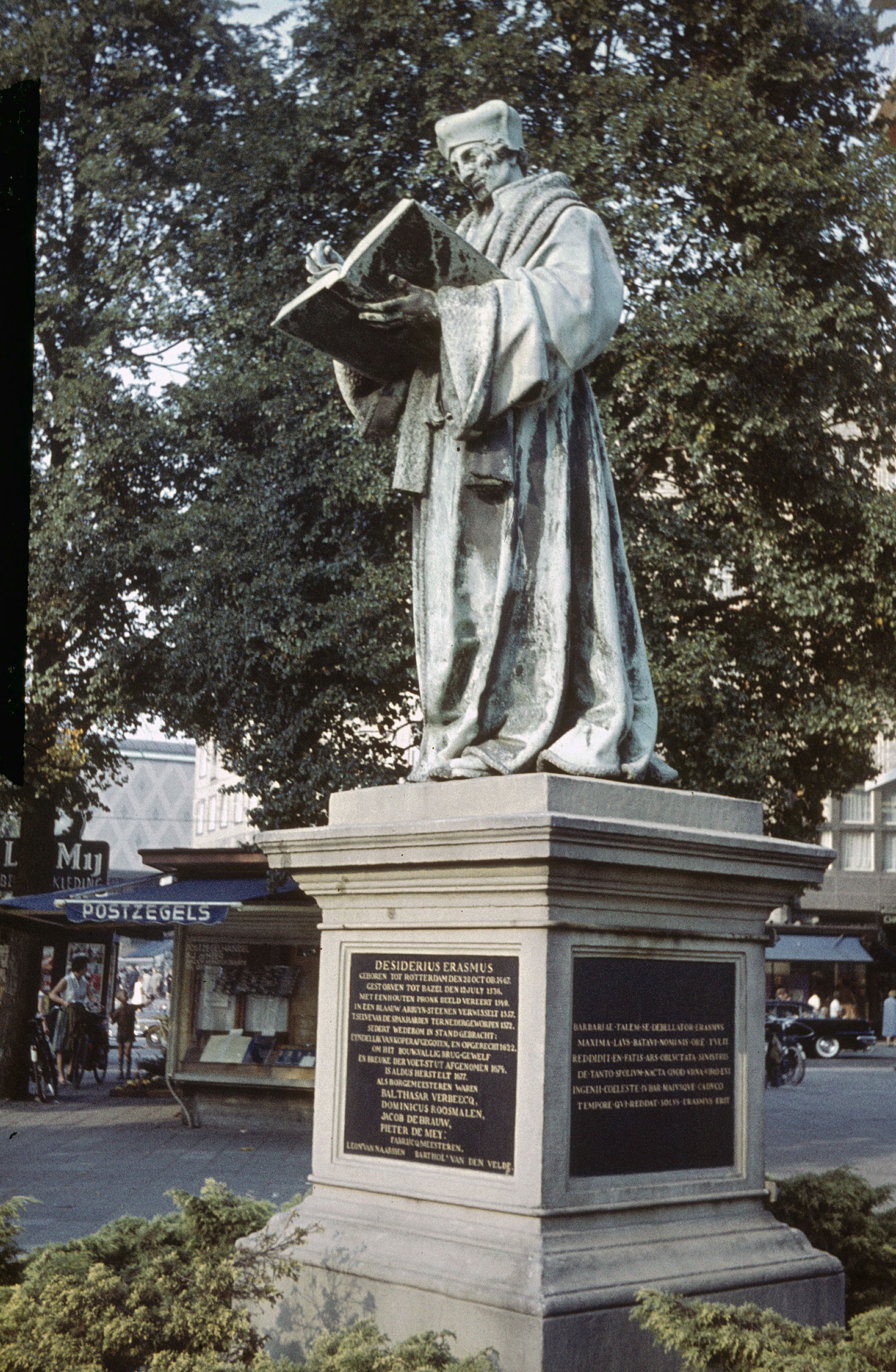
La statue en octobre 1959.
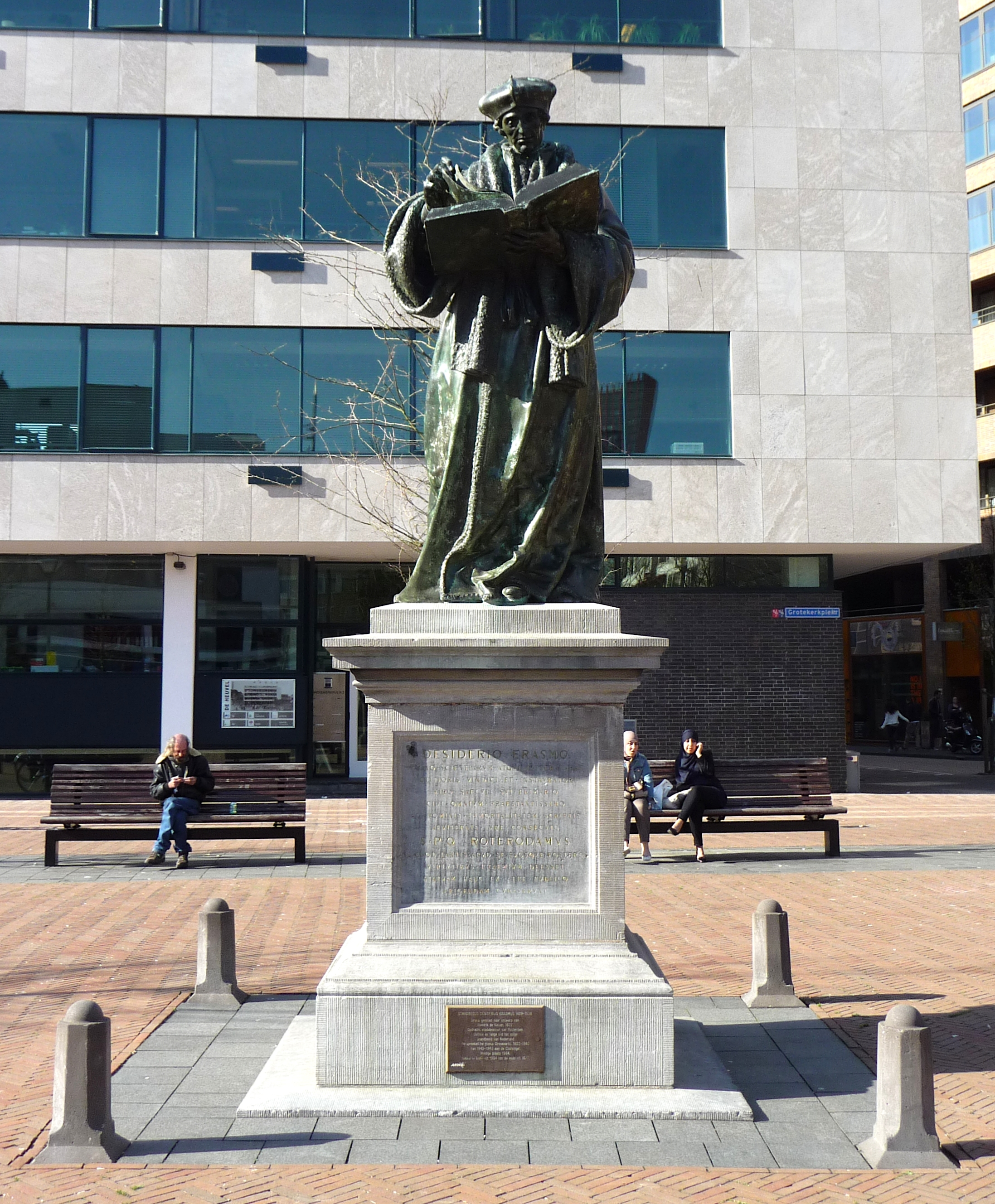
Vue d'ensemble.
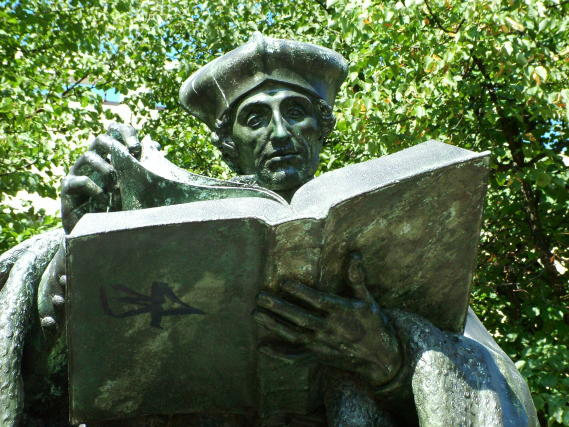
Détails du buste.
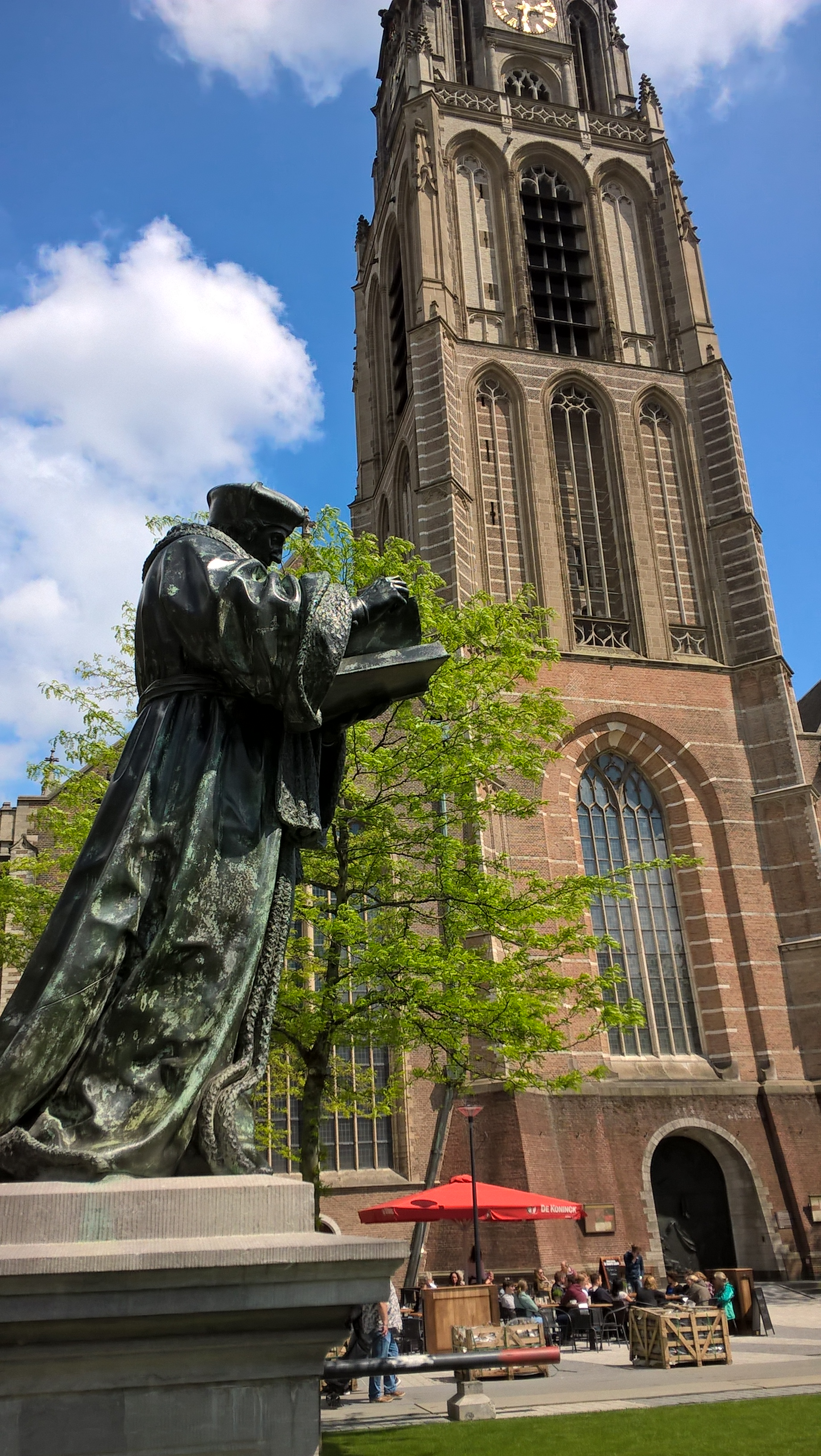
La statue devant l'église Saint-Laurent.
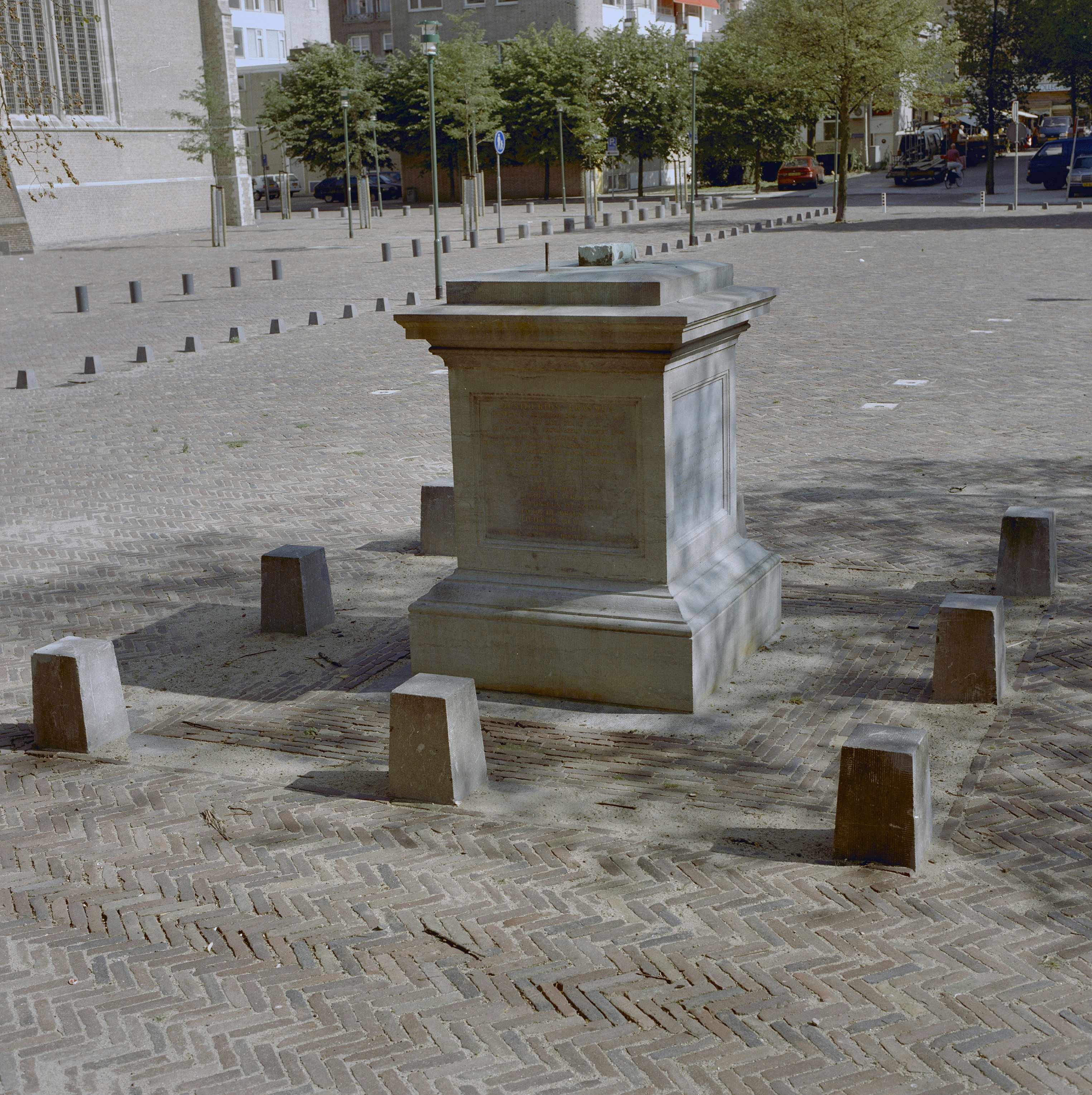
Le piédestal de 1677.
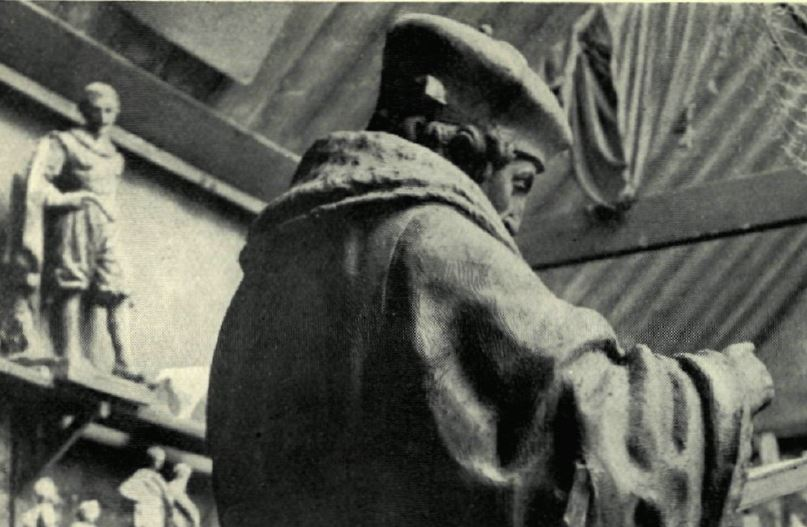
Statue d'Érasme par Simon Miedena.